# Boarmia prionodes
Boarmia prionodes là một loài bướm đêm trong họ Geometridae.